# Patrick Hurley
Patrick Jay Hurley, född 8 januari 1883, död 30 juli 1963, var en amerikansk politiker, jurist och finansman.
Hurley var biträdande krigsminister under president Herbert Hoover 1929, därefter ordinarie krigsminister.
1944-45 försökte han på uppdrag av USA:s president medla mellan Kuomintang och Kinas kommunistiska parti för att förhindra ett inbördeskrig mellan de båda parterna. Hurley misslyckades och återvände till USA i november 1945.